# PDF Solutions
PDF Solutions (NASDAQ: PDFS) è uno sviluppatore di tecnologie di integrazione di progettazione di processo per circuiti integrati (ICs). I PDFS sono specializzati in particolare nella progettazione di micrometri profondi. Il loro software e servizi sono destinati alle società di semiconduttori che desiderano migliorare il loro processo di produzione e rendere più realizzabili i loro progetti di circuiti. I clienti includono produttori di dispositivi integrati (IDM), fonderie di chip e produttori di circuiti integrati.
La società ha sede a San Jose, in California, con uffici in tutto il mondo in Europa e Asia.